# ساتوشی تومیورا
ساتوشی تومیورا (انگلیسی: Satoshi Tomiura؛ زادهٔ ۱۵ مهٔ ۱۹۹۱) بازیگر، و بازیگر خردسال اهل ژاپن است.